# Eleccions al Parlament del Regne Unit de 1970
Les eleccions al Parlament del Regne Unit de 1970 es van celebrar el 18 de juny de 1970. Per a sorpresa de tothom, van guanyar els Conservadors d'Edward Heath. Els liberals van perdre la meitat dels escons.

## Resultats
| Partit                      | Líder               | Vot popular | %      | Escons | Canvi (de 1970) |
| Partit Conservador          | Edward Heath        | 13.145.123  | 46,4%  | 330    | +69             |
| Partit Laborista            | Harold Wilson       | 12.208.758  | 43,1%  | 288    | -77             |
| Partit Liberal              | Jeremy Thorpe       | 2.117.035   | 7,5%   | 6      | -6              |
| Partit Nacional Escocès     | William Wolfe       | 306.802     | 1,1%   | 1      | +1              |
| Partit Unionista Protestant | Ian Paisley         | 35.303      | 0,1%   | 1      | -1              |
| Plaid Cymru                 | Gwynfor Evans       | 175.016     | 0,6%   |        |                 |
| Unity                       | Bernardette Devlin  | 140.930     | 0,6%   | 2      | +2              |
| Partit Republicà Laborista  | Gerry Fitt          | 30.649      | 0,1%   | 1      |                 |
| Laborista independent       | Stephen Owen Davies | 24.685      | 0,1%   | 1      |                 |
| National Front              | Tom Holmes          | 11.449      | 0,1%   | -      | 0               |
| Mebyon Kernow               | Len Truran          | 960         | 0,001% | -      | 0               |